# Oxypora crassispinosa
Oxypora crassispinosa är en korallart som beskrevs av Nemenzo 1980. Oxypora crassispinosa ingår i släktet Oxypora och familjen Pectiniidae. IUCN kategoriserar arten globalt som livskraftig. Inga underarter finns listade i Catalogue of Life.